# Heterogobius chiloensis
Heterogobius chiloensis är en fiskart som först beskrevs av Guichenot, 1848.  Heterogobius chiloensis ingår i släktet Heterogobius och familjen smörbultsfiskar. Inga underarter finns listade i Catalogue of Life.